# Jean Toomer
Jean Toomer (26 december 1894 -30 maart 1967) was een Amerikaanse dichter en romanschrijver, vooral bekend om zijn associatie met de Harlem Renaissance. 
Geboren in Washington D.C. als zoon van Nathan Toomer en Nina Elizabeth Pinchback, had Toomer een diverse achtergrond, aangezien zijn vader een voormalig slaaf was van gemengd ras en zijn moeder een welgestelde vrouw van kleur. Toomers bekendheid komt voornamelijk voort uit zijn roman Cane, uitgebracht in 1923. Dit werk, dat hij schreef tijdens zijn periode als schooldirecteur in Sparta in de staat Georgia, weeft de verhalen van zes vrouwen samen en bevat autobiografische elementen. "Cane" wordt beschouwd als een hoogtepunt van de literatuur uit de Harlem Renaissance. Naast "Cane" schreef Toomer poëzie, korte verhalen en essays. Zijn schrijfcarrière strekte zich uit van de jaren twintig tot de jaren vijftig, waarna hij stopte met schrijven. Toomer overleed in 1967, en zijn archief wordt bewaard in de bibliotheek van de Yale-universiteit.